# Ла Бестія

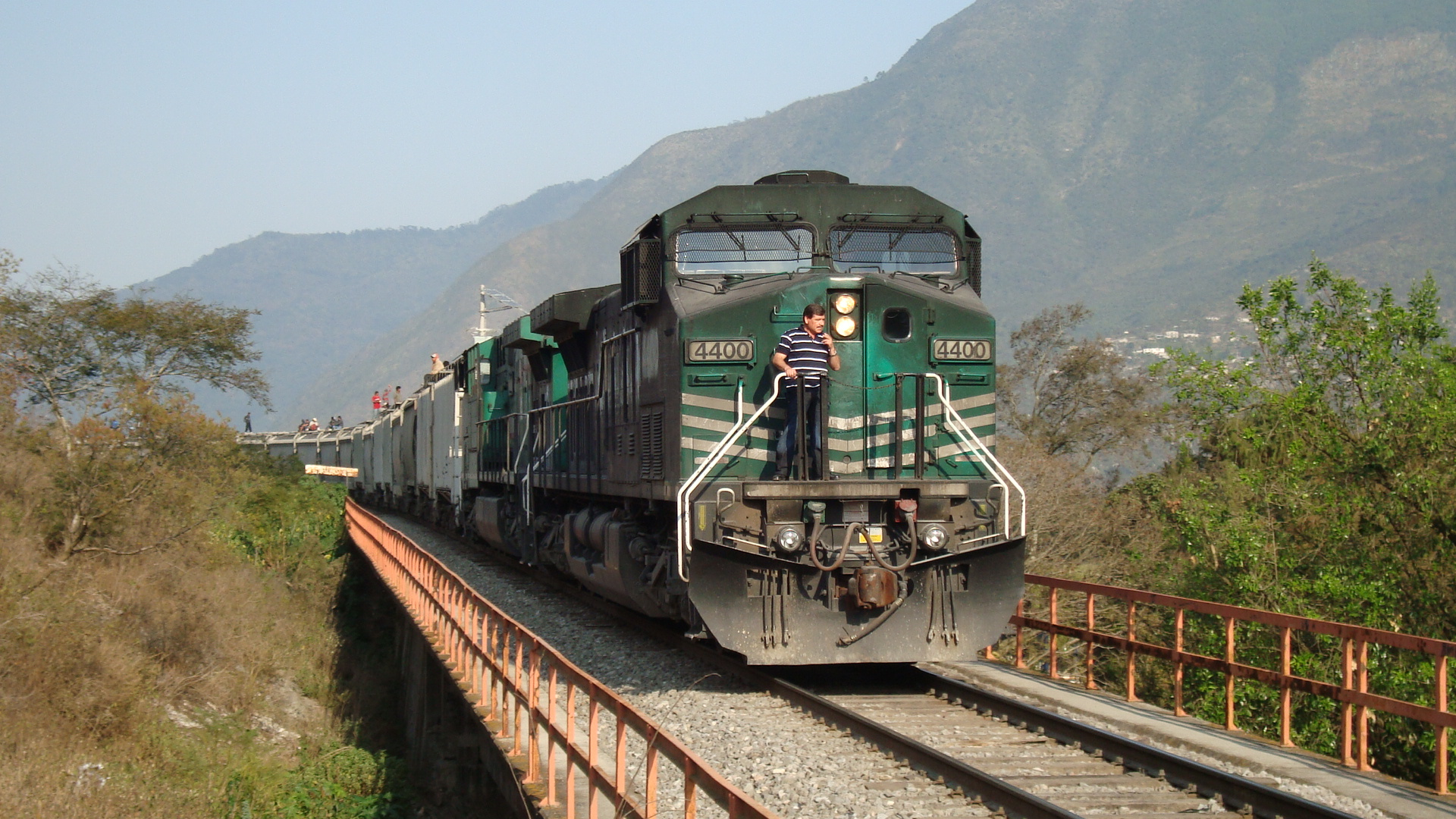
Поїзд Південно-Східної залізниці у Мексики, ⁣Веракрусі

La Bestia - Ла Бестія («Звір»), також відомий як «Потяг смерті» (El tren de la muerte)  і «Потяг невідомих» (El tren de los desconocidos), відноситься до вантажного поїзда, який починає свій маршрут у Штат Чьяпас на півдні Мексики, поблизу кордону з Гватемалою. Звідти він прямує на північ до станції Lecherías на околиці Мехіко, де з’єднується з мережею мексиканських вантажних потягів, що прямують до різних пунктів на кордоні США. 
За оцінками, щороку від 400 000 до 500 000 мігрантів, більшість з яких є вихідцями з Сальвадору, Гватемали та Гондурасу, їздять на цих потягах, щоб дістатися до Сполучених Штатів.   Ці потяги перевозять продукти та матеріали, включаючи кукурудзу, цемент і мінерали і вважаються безкоштовним способом пересування, що дозволяє мігрантам уникати численних імміграційних контрольно-пропускних пунктів Мексики та 48 центрів утримання. Проте подорож цим видом транспорту є ризикованою і багато пасажирів отримують травми, що обмежують їх працездатність на все життя.
З 9 травня 2014 року оператори потягів заборонили пасажирам пересуватися потягом. 

## Пасажирські ризики
Багато небезпек, які несе ця подорож, є результатом самого поїзда та процесу підйому на борт і виходу з рухомих поїздів. Оскільки мігранти сідають від 10 до 15 потягів під час своєї подорожі довжиною 1450 миль, яка зазвичай починається в Арріазі, штат Чьяпас, шанси отримати серйозну травму високі ще до того, як вони прибудуть на станцію Lecherías в Мехіко, яка служить свого роду на півдорозі перед тим, як маршрут поїзда розбігається в різних напрямках, які прямують ближче до різних точок на кордоні США .  Часто мігранти засинають, їдучи на поїздах, і їх штовхає на колії, де багатьох миттєво вбивають від обезголовлення, втрати крові та шоку . Оскільки аварії часто трапляються вночі та в сільській місцевості, потерпілих часто не знаходять одразу.
Як і на всіх маршрутах мігрантів, ті, хто користується вантажними поїздами, схильні до високого рівня насильства та майнових злочинів.  У мексиканських штатах, через які проходять вантажні потяги, також спостерігається дуже високий рівень викрадень.  Вважається, що через побоювання депортації , що фактичні показники таких злочинів вищі, ніж повідомлялося.

## Висвітлення в ЗМІ
«El Tren de la Muerte» зображувався в літературі, новинах і в багатьох фільмах, включаючи документальні. Одним із прикладів є « What Way Home », який спеціально розповідає історії дітей, які покинули свої домівки, щоб приїхати до Сполучених Штатів. Діти мають вік від 9 до 15 років із таких країн, як Гватемала, Гондурас, Сальвадор та Мексика. Як і багато інших дітей, діти в цьому документальному фільмі подорожують без супроводу дорослих, а їх вид транспорту – «El Tren de la Muerte». Ці історії зосереджуються на емоційному впливі подорожі, а також на фізичній небезпеці. Документальний фільм також показує, що відбувається з дітьми, коли вони не прибувають до місця призначення і змушені повертатися до країни походження. У багатьох інших фільмах, присвячених цій темі, є подібні історії, як-от Sin nombre (Безіменний) та De Nadie (Про нікого).
Книга сальвадорського журналіста Оскара Мартінеса «Звір » також описує труднощі, з якими стикаються мігранти під час подорожі до Сполучених Штатів.
Роман американської письменниці Джанін Каммінс « Американський бруд » розповідає історію кількох мігрантів, які їдуть «Ла Бестією» через Мексику до Сполучених Штатів, і про труднощі, з якими вони стикаються на цьому шляху.
Потяг також був представлений у фільмі Al Jazeera America 2014 Borderland .